# Wilhelm Böse
Friedrich Wilhelm Böse (* 29. März 1883 in Nieder Kränig, Kreis Königsberg Nm.; † 14. August 1944 im Zuchthaus Brandenburg) war ein deutscher Widerstandskämpfer gegen das NS-Regime.

## Leben

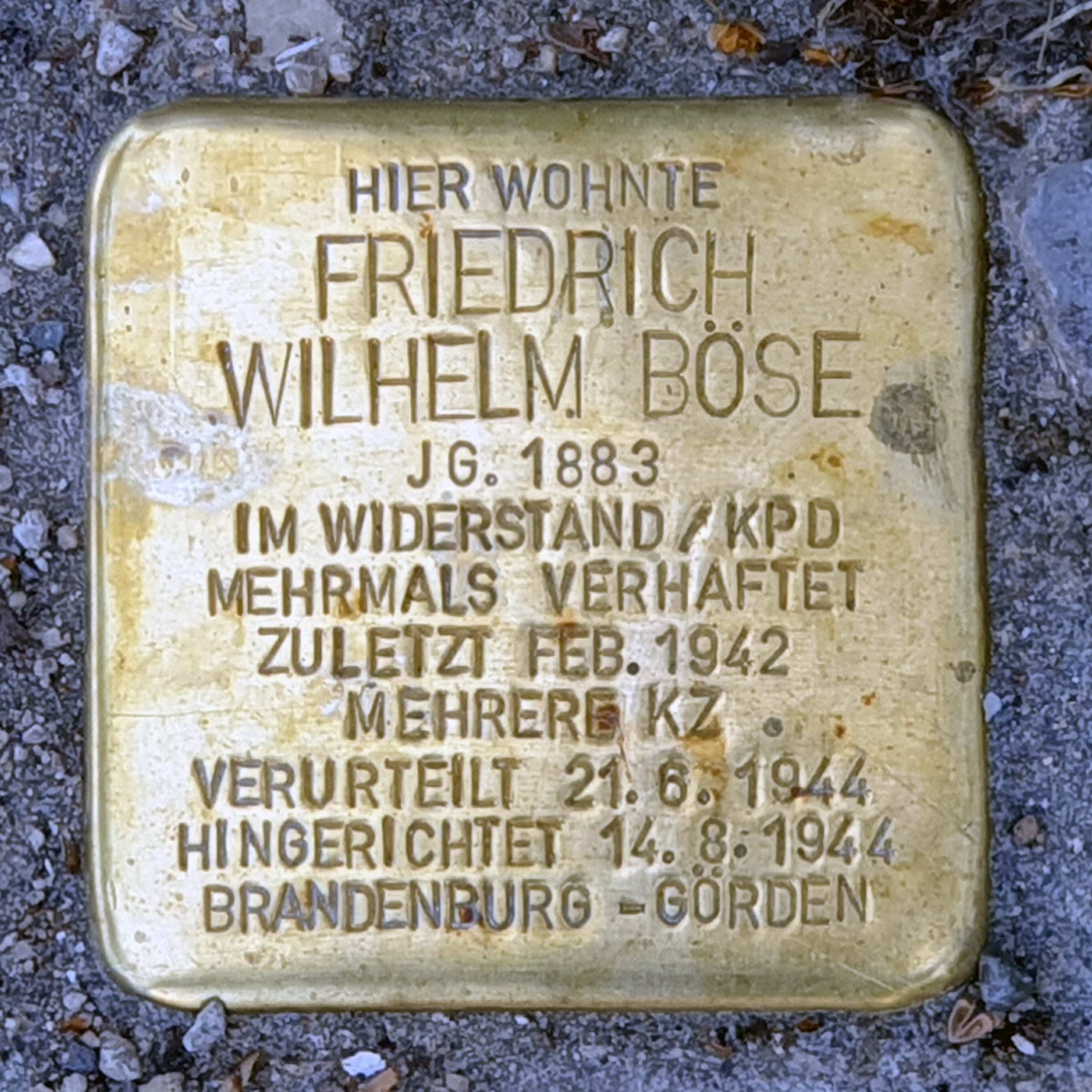
Stolperstein am Haus, Grüntaler Straße 32, in Berlin-Gesundbrunnen

Wilhelm Böse wuchs in den Mietskasernen des Berliner Nordens auf. Sein Vater verstarb in jungen Jahren, sodass er bereits als Zehnjähriger gezwungen war, durch Botengänge zum Lebensunterhalt der Familie beizutragen. Nach dem Abschluss der achtjährigen Volksschule erlernte er den Beruf Elektriker. Ab 1905 war er gewerkschaftlich und in Arbeitervereinen organisiert. Weil er sich bei der AEG für soziale Verbesserungen engagiert hatte, wurde er auf eine Schwarze Liste des Unternehmerverbandes gesetzt und erhielt in der Elektro- und Metallindustrie keinerlei Beschäftigung mehr.
Im August 1914 wurde er zum Kriegsdienst eingezogen. Im Ersten Weltkrieg geriet er in russische Kriegsgefangenschaft. Nach seiner Rückkehr nach Berlin wurde er Mitglied und Funktionär der KPD im Bezirk Prenzlauer Berg.
Nach der nationalsozialistischen Machtergreifung 1933 beteiligte er sich an dem Versuch, die organisatorischen Strukturen der KPD im Untergrund zu reorganisieren. Böse war außerdem beteiligt an Herstellung und Vertrieb der Roten Fahne und der Sturmfahne und sammelte Solidaritätsspenden für inhaftierte Antifaschisten und deren Angehörige. Im Juni 1934 wurde er verhaftet und zwei Jahre lang in einem Zuchthaus gefangen gehalten.
Nach seiner Entlassung beteiligte sich Wilhelm Böse wiederum am Aufbau der Widerstandsorganisation. Er erhielt die Aufgabe, als Kurier für die Verbindung von Robert Uhrig und John Sieg zu den Widerstandsgruppen bei den Deutschen Waffen- und Munitionsfabriken und anderen Betriebsgruppen der KPD zu sorgen. Im Februar 1942 wurde er von der Gestapo verhaftet und zwei Jahre lang in Konzentrationslagern inhaftiert. Anschließend kam er ins Gerichtsgefängnis Potsdam. Am 21. Juni 1944 verurteilte ihn der Volksgerichtshof zusammen mit Arthur Sodtke, Johann Pierschke, Walter Strohmann und Hermann Tops zum Tode. Das Urteil wurde im Zuchthaus Brandenburg-Görden im August 1944 vollstreckt.

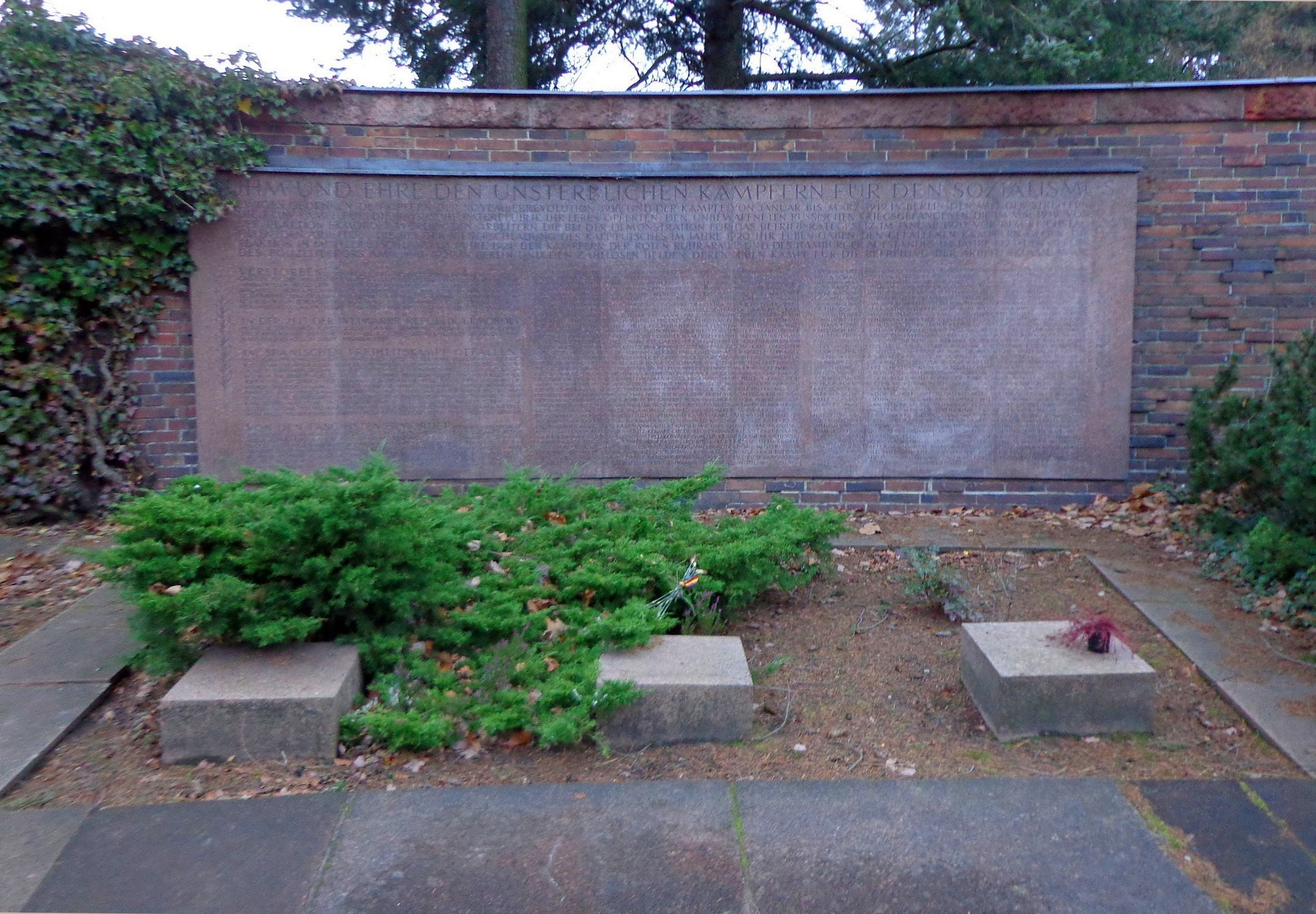
Gedenkstätte der Sozialisten, Porphyr-Gedenktafel an der Ringmauer mit Urnensammelgrab

Nach der Hinrichtung wurde sein Leichnam im Krematorium Brandenburg verbrannt. Im Jahr 1946 wurden zahlreiche Urnen mit der Asche von in der Zeit des Nationalsozialismus hingerichteten Widerstandskämpfern aus den damaligen Berliner Bezirken Lichtenberg, Kreuzberg und Prenzlauer Berg auf den Zentralfriedhof Friedrichsfelde überführt, von denen besonders viele im Zuchthaus Brandenburg-Görden enthauptet worden waren. Ihre sterblichen Überreste fanden schließlich in der 1951 eingeweihten Gedenkstätte der Sozialisten  (Urnensammelgrab bei der großen Porphyr-Gedenktafel auf der rechten Seite der Ringmauer) ihren endgültigen Platz. Neben Wilhelm Böse  erhielten auf diese Weise auch viele andere Widerstandskämpfer  eine würdige Grabstätte und einen Gedenkort.

## Ehrungen
Nach Wilhelm Böse wurde die Bösebrücke zwischen den Berliner Ortsteilen Gesundbrunnen und Prenzlauer Berg benannt. Er wohnte zuletzt in unmittelbarer Nähe der Brücke auf der Westseite in der Grüntaler Str. 32. Zu DDR-Zeiten (seit etwa 1978) war die 15. Oberschule in der Dimitroffstr. 58 (heute Danziger Str.) nach Wilhelm Böse benannt.
Am 24. Juni 2023 wurde zum Gedenken an Wilhelm Böse ein Stolperstein durch Gunther Demnig an der Stelle seines letzten Wohnortes Grüntaler Straße 32 in der Nähe der Bösebrücke in Berlin-Wedding verlegt.